# Rafael Moneo

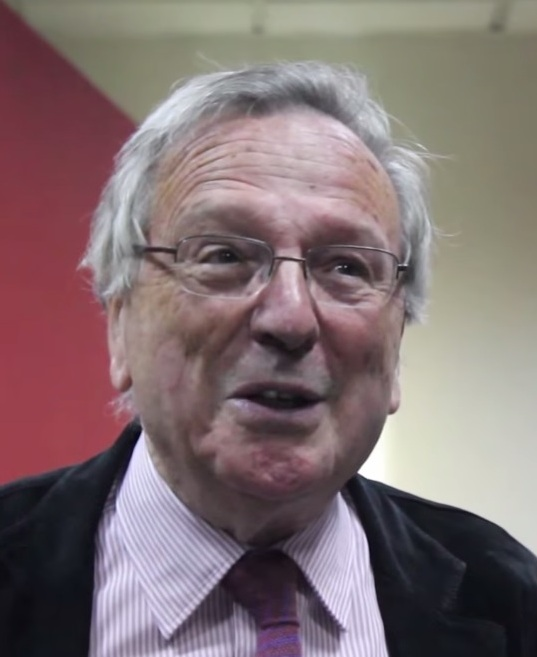
Rafael Moneo (2011)

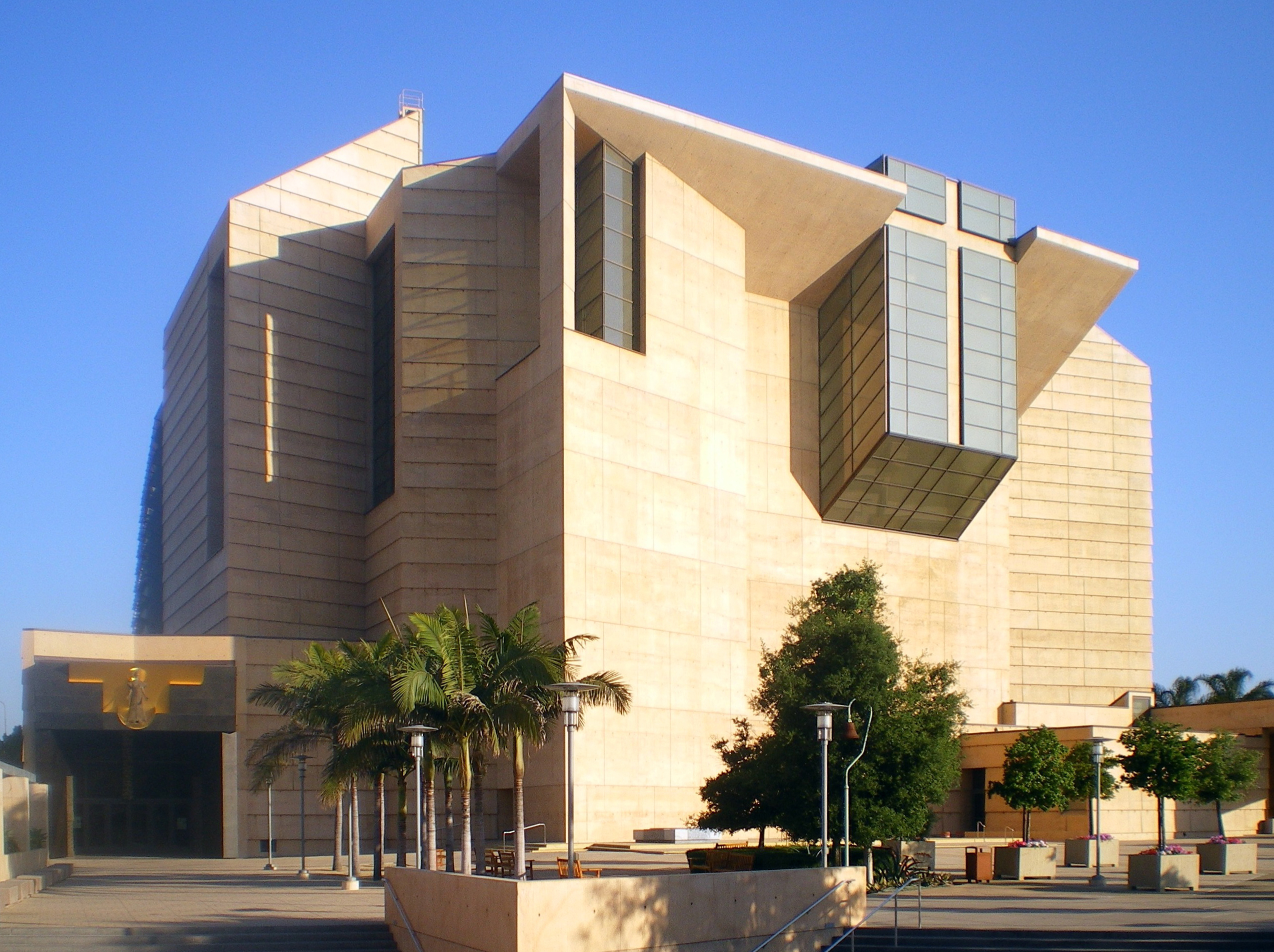
Cathedral of Our Lady of the Angels, Los Angeles, USA, im April 2008

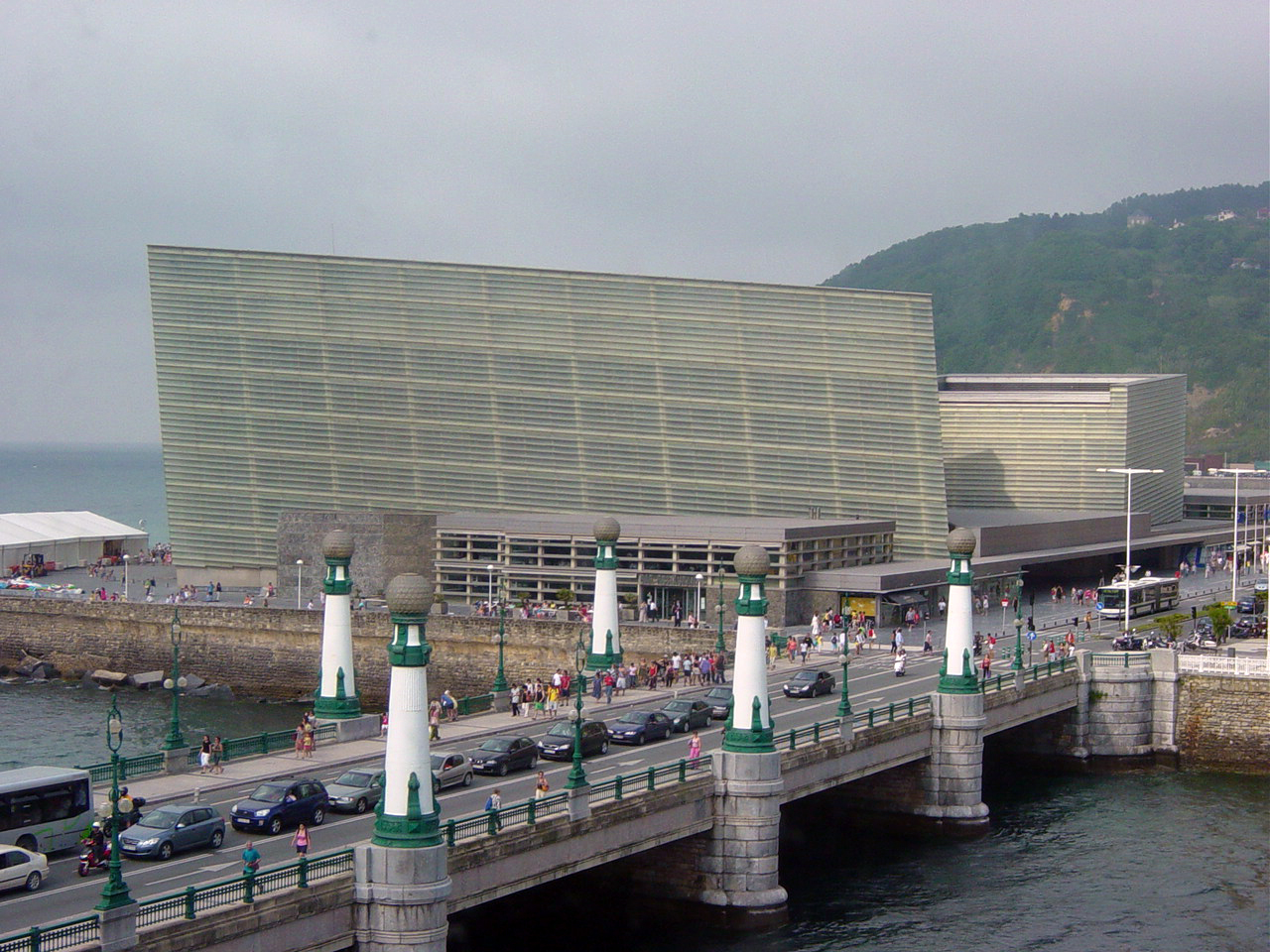
Das Kongresszentrum „Kursaal“ in Donostia-San Sebastián im Juli 2007

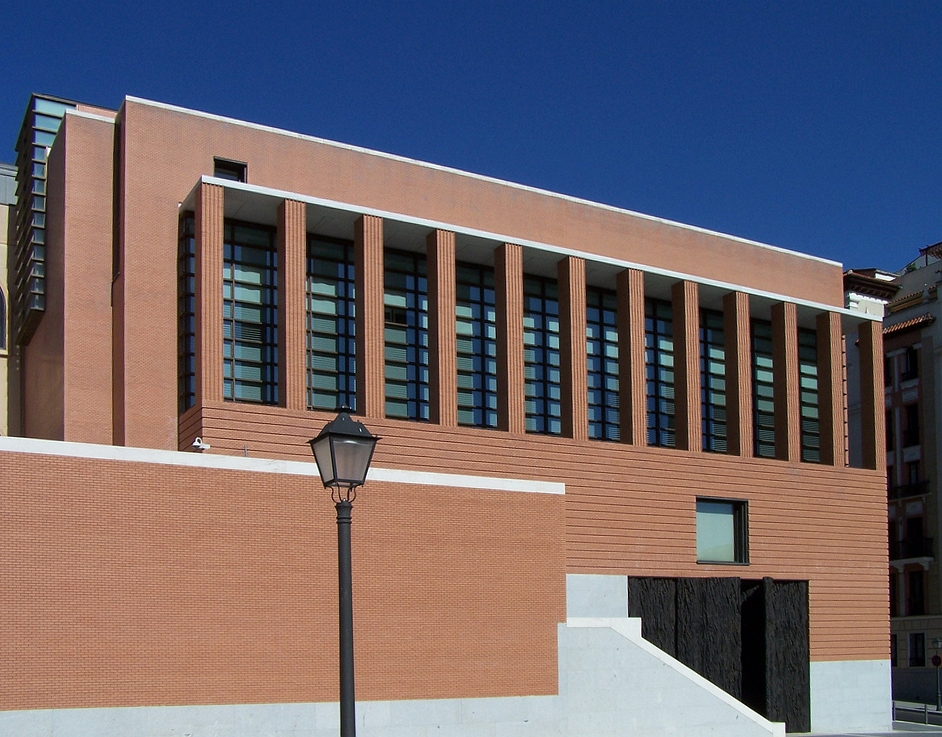
Erweiterungsbau des Prado Museums, Madrid

José Rafael Moneo Vallés (* 9. Mai 1937 in Tudela, Navarra) ist ein spanischer Architekt. Sein Werk ist dem kritischen Regionalismus zuzuordnen. 1996 wurde er mit Pritzker-Architekturpreis ausgezeichnet.

## Biografie
Nach seinem Studium an der Technischen Hochschule für Architektur in Madrid arbeitete Moneo beim dänischen Architekten Jørn Utzon, dem Architekten des Sydney Opera House. Anschließend brachte ihn ein Stipendium für zwei Jahre an die Spanische Akademie nach Rom. Nach seiner Rückkehr nach Spanien trat Moneo Lehrtätigkeiten in Madrid (1966–70) und später in Barcelona (1970–80) an. Außerdem hat er an verschiedenen Universitäten in den USA, Frankreich und der Schweiz gelehrt. Seit 1973 betreibt er ein eigenes Architekturbüro in Madrid.

## Ausgeführte Bauten (Auswahl)
- 1966: Umbau der Plaza de Toros de Pamplona
- 1969–1973: Wohnhaus Urumea Building, San Sebastián
- 1972–1976: Bürogebäude Bankinter, Madrid
- 1973–1981: Rathaus Logroño, La Rioja
- 1981–1986: Museum für Römische Kunst, Mérida, Spanien
- 1984–1992, 2012: Bahnhof Atocha, Madrid
- 1987–1992: Museumsbau für die Stiftung Fundació Pilar i Joan Miró a Mallorca
- 1987–1992: Flughafen Sevilla-San Pablo, Sevilla
- 1987–1999: Kulturzentrum L’Auditori, Barcelona
- 1989–1992: Modernisierung des Museo Thyssen-Bornemisza, Madrid
- 1994–1998: Museum für Moderne Kunst, Stockholm
- 1995–1999: Kongresszentrum „Kursaal“, San Sebastián[1]
- 1996–1998: Hotel und Bürogebäude Grand Hyatt am Potsdamer Platz, Berlin[2]
- 2000: Beck-Flügel, Museum of Fine Arts, Houston
- 2002: Kathedrale „Our Lady of the Angels“, Los Angeles
- 2014: Museum der Universität von Navarra, Pamplona, Spanien
- 2014: Bürohaus am Werderschen Markt, Berlin

## Auszeichnungen
- 1992 Goldmedaille der schönen Künste der spanischen Regierung
- 1993 Rolf-Schock-Preis
- 1993 Mitgliedschaft in der American Academy of Arts and Sciences
- 1996 Pritzker-Architekturpreis
- 1997 Ehrenmitgliedschaft im Bund Deutscher Architekten BDA
- 1998 Internationaler Antonio-Feltrinelli-Preis
- 2001 Mies van der Rohe Award for European Architecture für den Palacio de Congresos y Auditorio Kursaal
- 2012 Prinz-von-Asturien-Preis für Kunst
- 2013 Mitgliedschaft in der American Academy of Arts and Letters
- 2017 Praemium Imperiale
- 2019 Ehrendoktor der Universität von Navarra
- 2021 Goldener Löwe der Architekturbiennale Venedig für sein Lebenswerk

## Ausstellungen
- 2017: Rafael Moneo – A Theoretical Reflection from the Professional Practice. Archive Materials (1961–2016), Museo Thyssen-Bornemisza, Madrid.
- 2013: Rafael Moneo – Modelle für die Stadt, Instituto Cervantes, Frankfurt am Main.[3]